# Zorita de la Frontera
Zorita de la Frontera est une commune de la province de Salamanque dans la communauté autonome de Castille-et-León en Espagne.